# Logitech Clicksmart 420
Logitech Clicksmart 420 är en digitalkamera (kompaktkamera) utvecklad av företaget Logitech. Den började tillverkas 2002, och slutade tillverkas ungefär 2007. Förutom Clicksmart 420, finns även Clicksmart 510, Clicksmart 310 och Clicksmart 820. Med kameran medföljde programmet Logitech ImageStudio. Kameran funkade endast på alla operativsystem som kom innan Windows Vista.